# اتشو (بوتان)
اتشو (به لاتین: Autsho) یک منطقهٔ مسکونی در بوتان (کشور) است که در Lhuntse District واقع شده‌است. اتشو  ۳۰۱ نفر جمعیت دارد.